# Holzheim (bei Neu-Ulm)

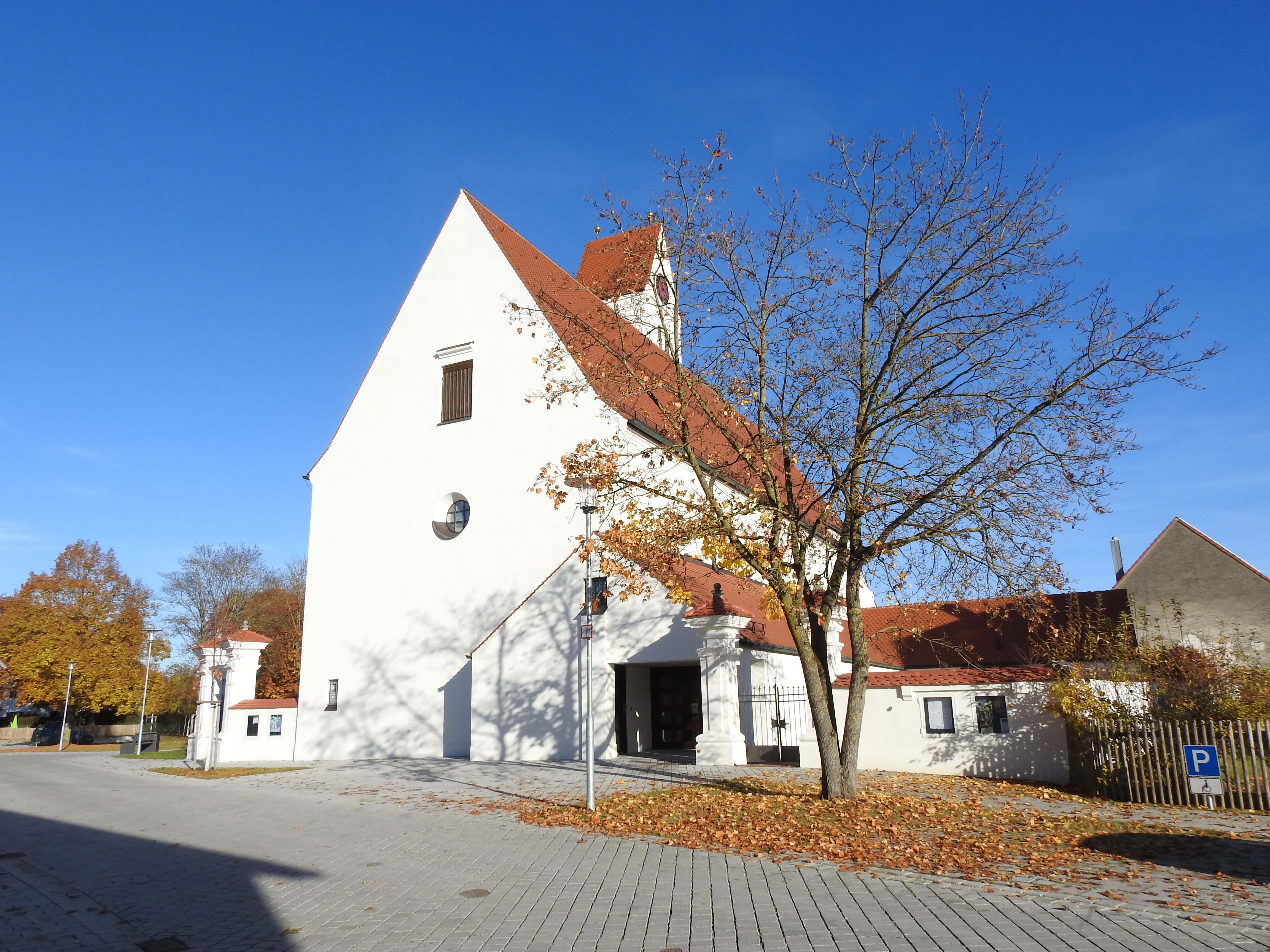
Kirche St. Peter und Paul in Holzheim

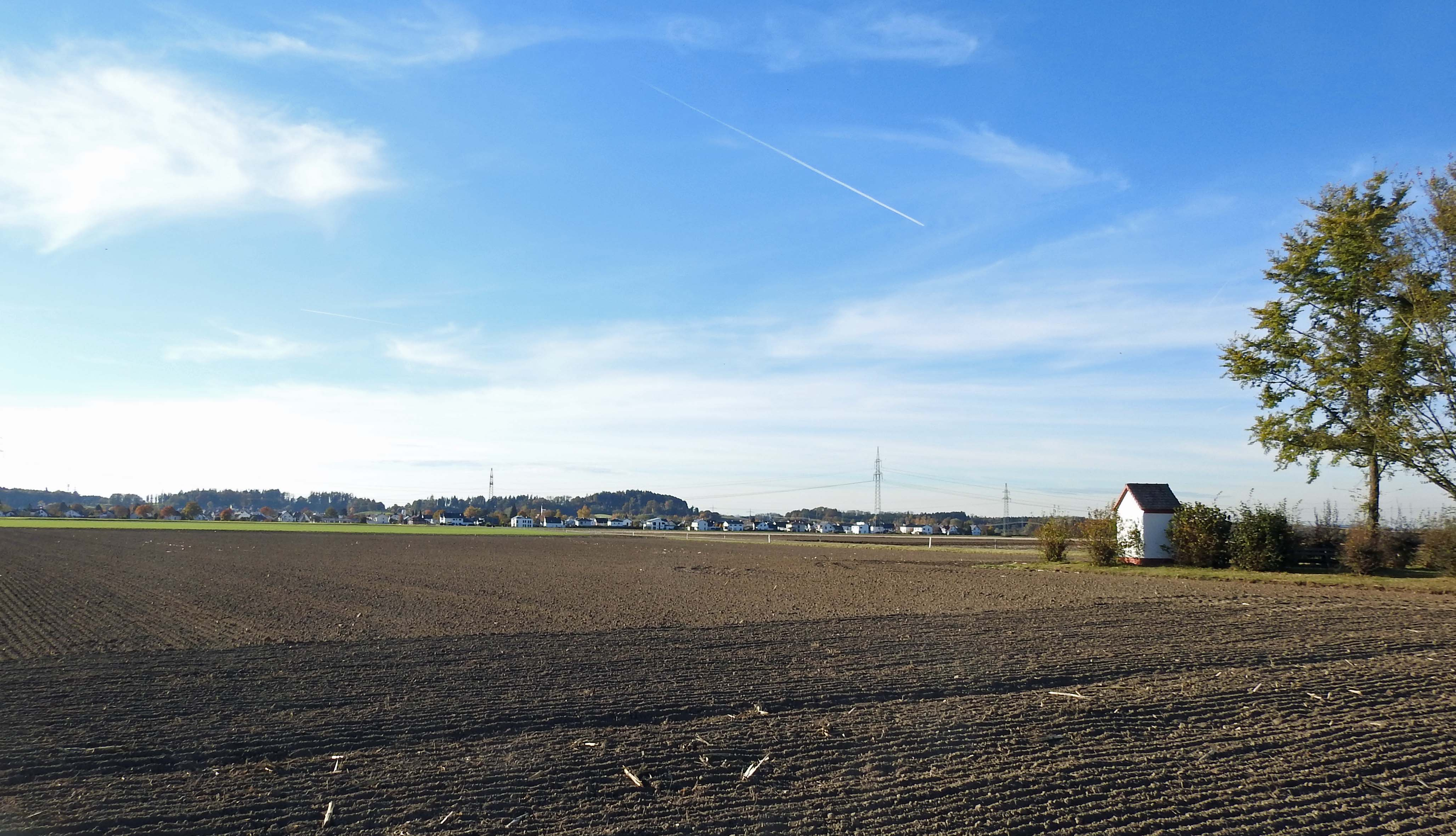
Holzheim mit Feldkapelle von Osten

Holzheim ist eine Gemeinde im schwäbischen Landkreis Neu-Ulm in Bayern.

## Geografie

### Lage
Holzheim liegt in der Region Donau-Iller in Mittelschwaben.

### Gemeindeteile und Gemarkungen
Die Gemeinde hat zwei Gemeindeteile (in Klammern ist der Siedlungstyp angegeben):
- Holzheim (Pfarrdorf)
- Neuhausen (Dorf)

Die zwei Gemeindeteile sind zugleich die zwei Gemarkungen der Gemeinde.

### Nachbargemeinden
Die Gemeinde ist im Norden, Westen und Süden von der Stadt Neu-Ulm mit deren Gemeindeteilen und im Osten von der Gemeinde Pfaffenhofen an der Roth umgeben.

## Geschichte

### Bis zur Gemeindegründung
Im Jahr 1303 kam die Grafschaft Holzheim von den Grafen von Berg zu Schelklingen an Österreich. Abgesehen von einigen Verpfändungen blieb die Grafschaft bis zum Ende des Alten Reichs bei den Habsburgern. Holzheim war vor 1800 Pflegamt; Grundherr war das Domkapitel des Hochstifts Augsburg. Mit dem Frieden von Pressburg 1805 kam der der Ort zu Bayern. 
Im Zuge der Verwaltungsreformen in Bayern entstand mit dem Gemeindeedikt von 1818 die heutige Gemeinde.

### Eingemeindungen
Am 1. Juli 1970 wurde die Gemeinde Neuhausen eingegliedert.

### Einwohnerentwicklung
Zwischen 1988 und 2018 wuchs die Gemeinde von 1468 auf 1910 um 442 Einwohner bzw. um 30,1 %.
| - 1651: 160 - 1690: 300 - 1786: 500 - 1840: 751 inkl. Neuhausen - 1871: 612 inkl. Neuhausen - 1900: 455 - 1933: 440 - 1939: 436 - 1946: 799 - 1959: 754 - 1957: 698 - 1961: 742 - 1963: 820 - 1964: 824 - 1970: 892 | - 1900: 190 - 1914: 204 - 1927: 222 - 1933: 205 - 1939: 215 - 1946: 339 - 1950: 328 - 1957: 314 - 1961: 294 - 1963: 280 - 1965: 295 - 1970: 304 |

#### Holzheim nach der Eingemeindung Neuhausens im Jahr 1970
| - 1970: 1196 - 1987: 1455 - 1991: 1506 - 1995: 1572 - 1999: 1689 - 2001: 1722 - 2002: 1717 - 2003: 1732 - 2004: 1756 - 2005: 1757 | - 2006: 1771 - 2007: 1783 - 2008: 1757 - 2009: 1763 - 2010: 1764 - 2011: 1751 - 2012: 1782 - 2013: 1758 - 2014: 1805 - 2015: 1852 | - 2016: 1879 - 2019: 1952 |

## Politik
Die Gemeinde ist Mitglied der Verwaltungsgemeinschaft Pfaffenhofen a.d.Roth.

### Gemeinderat
Der Gemeinderat hat zwölf Mitglieder zuzüglich der ehrenamtlichen Bürgermeisterin.
|      | CSU/Dorfgemeinschaft | SPD/Unabhängige Wähler | Unabhängige Wähler | FWG | GRÜNE | Gesamt   |
| 2002 | 9                    | 3                      | –                  | –   | –     | 12 Sitze |
| 2008 | 7                    | 3                      | –                  | 2   | –     | 12 Sitze |
| 2014 | 9                    | 3                      | –                  | –   | –     | 12 Sitze |
| 2020 | 6                    | –                      | 2                  | 3   | 1     | 12 Sitze |

### Bürgermeister
Erster Bürgermeister ist seit Mai 2020 Thomas Hartmann (CSU/Dorfgemeinschaft); er wurde ohne Mitbewerber am 15. März 2020 mit 90,0 % der Stimmen gewählt. Seine Vorgängerin war Ursula Brauchle (CSU/Dorfgemeinschaft), die am 16. September 2012 gewählt wurde und damals die Nachfolge ihres Parteifreundes Franz Wegele (1946–2013), im Amt von 1998 bis 2012, angetreten hat.

### Wappen
| Wappen von Holzheim | Blasonierung: „In Silber zwei rote Schräglinksbalken, belegt mit einem golden bewehrten und gekrönten schwarzen Doppeladler.“ |
| Wappen von Holzheim | Wappenbegründung: Im Jahr 1303 kam die Grafschaft Holzheim von den Grafen von Berg zu Schelklingen an Österreich. Abgesehen von einigen Verpfändungen blieb die Grafschaft bis zum Ende des Alten Reichs bei den Habsburgern. Die roten Schräglinksbalken weisen auf die Grafen von Berg, der Doppeladler auf Österreich. Dieses Wappen wird seit 1970 geführt. |

## Kultur und Sehenswürdigkeiten

Blick auf Holzheim mit Kirche St. Peter und Paul

Katholische Pfarrkirche St. Peter und Paul (1519 geweiht).

## Wirtschaft und Infrastruktur

### Wirtschaft einschließlich Land- und Forstwirtschaft
2017 gab es in der Gemeinde 122 sozialversicherungspflichtig Beschäftigte. Von den Einwohnern standen 835 Personen in einer versicherungspflichtigen Beschäftigung. Damit lag die Zahl der Auspendler um 713 höher als die der Einpendler. Arbeitslos waren 16 Einwohner.
2016 gab es noch neun landwirtschaftliche Betriebe (1999: elf). Von den 760 ha der Gemeindeflur waren 382 ha landwirtschaftlich genutzt.

### Verkehr
Holzheim liegt an der Verbindungsstraße zwischen Pfaffenhofen und Neu-Ulm. Außerdem gibt es Anbindungen an die Nachbarorte Steinheim und Remmeltshofen und Hirbishofen.

### Bildung
Im Jahr 2018 gab es folgende Einrichtungen:
- 1 Kindertageseinrichtung mit 73 genehmigten Plätzen und 108 angemeldeten Kindern
- 1 Grundschule mit 4 Klassen und 60 Schülern

## Vereine
- TSV Holzheim 1929

Am 8. September 1929 wurde in Holzheim der Turnverein für Sport und Leibesübungen gegründet. Im Laufe der Jahre entwickelte sich daraus der TSV Holzheim. Derzeit besteht der Verein aus fünf Abteilungen (Fußball/Tennis/Theater/Tischtennis/Turnen) mit insgesamt etwa 870 Mitgliedern.
- Schützenkapelle Holzheim

Die Schützenkapelle wurde in ihrer heutigen Form im Jahre 1963 aus den Reihen des Schützenvereins gegründet.
- Schützenverein Holzheim

Der Schützenverein Holzheim wurde im Jahre 1904 gegründet. Zusammen mit der Schützenkapelle hatte der Verein 2006 über 300 Mitglieder. Der größte sportliche Erfolg war die deutsche Meisterschaft der Junioren-Mannschaft in der Disziplin Luftpistole 1973. Disziplinen: Luftgewehr, Zimmerstutzen, Luftpistole, 5-schüssige Luftpistole
- Radfahrverein "Wanderlust" Neuhausen-Holzheim

Der Radfahrverein "Wanderlust" Neuhausen-Holzheim wurde 1903 gegründet und hatte 2003 über 300 Mitglieder. Es werden verschiedene Radgruppen und Kurse, wie z. B. Spinning und Nordic Walking angeboten.
- Obst- und Gartenbauverein Neuhausen-Holzheim

Pflege der mitgliedseigenen Gärten – Informationsabende – örtliche Landespflege – Lehrfahrten und Ausflüge
- Männergesangsverein Holzheim
- Soldatenverein Holzheim

Reservistenarbeit – Denkmalpflege – Kameradschaftstreffen – Ausflüge
- VdK Ortsverband Holzheim

Denkmalpflege – Kameradschaftstreffen – Ausflüge
- Imkerverein Holzheim

Bienenzucht- und Pflege
- Deutsche Pfadfinderschaft Sankt Georg, Stamm Las Casas

Jugendgruppe für Jungen und Mädchen ab acht Jahren